# Dicranomyia flavofascialis
Dicranomyia flavofascialis är en tvåvingeart som beskrevs av Alexander 1924. Dicranomyia flavofascialis ingår i släktet Dicranomyia och familjen småharkrankar. Inga underarter finns listade i Catalogue of Life.